# Elattostachys goropuensis
Elattostachys goropuensis är en kinesträdsväxtart som beskrevs av F. Adema. Elattostachys goropuensis ingår i släktet Elattostachys och familjen kinesträdsväxter. Inga underarter finns listade i Catalogue of Life.